# Alcinoé
Dans la mythologie grecque, Alcinoé (en grec ancien Ἀλκινόη / Alkinoê) est une femme de Corinthe, dont la légende est rapportée par Parthénios de Nicée. 

## Mythologie
Fille de Polybe de Corinthe, Alcinoé est l'épouse d'Amphiloque, fils de Dryas. Pour avoir employé une fileuse du nom de Nicandra et l'avoir renvoyée sans lui payer ses gages, Alcinoé subit le courroux d'Athéna, qui lui inspire une passion pour un homme de Samos nommé Xanthos. Elle décide de partir avec l'étranger, abandonnant son mari et ses enfants. À mi-chemin de la traversée, elle est prise de remords et se jette dans la mer, où elle se noie,.